# Snijlijn

Snijlijn tussen en met de grafiek van

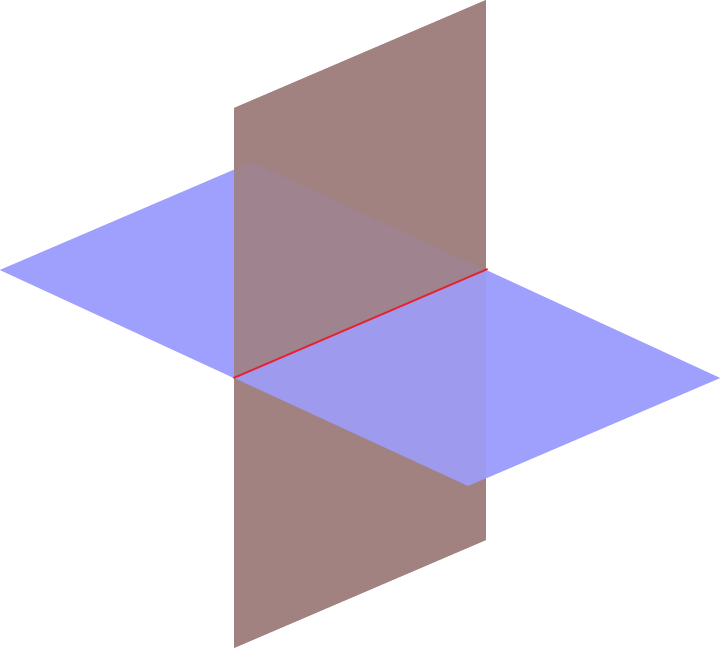
Twee vlakken en hun snijlijn

Snijlijn is een begrip uit de wiskunde, maar heeft twee verschillende betekenissen.
1. Een snijlijn is een lijn die de grafiek van een gegeven functie in twee punten snijdt en wordt in dit geval ook secant genoemd.
2. Een snijlijn is de lijn die op twee verschillende vlakken ligt, die niet evenwijdig liggen of op elkaar.

## Secant
Een snijlijn, in andere talen ook wel secant genoemd, naar het Latijnse secare, dat snijden betekent, is een lijn die een kromme op twee punten snijdt. Een koorde is het lijnstuk van een snijlijn, waarvan beide eindpunten op de kromme liggen. 
Beschouw de kromme, die wordt gedefinieerd door {\displaystyle y=f(x)} in een cartesisch coördinatenstelsel en beschouw een punt {\displaystyle P} met coördinaten {\displaystyle (x,f(x))} en een ander punt {\displaystyle Q} met coördinaten {\displaystyle (x+h,f(x+h))}. Dan wordt de afgeleide {\displaystyle m} van de snijlijn door {\displaystyle P} en {\displaystyle Q} gegeven door 
{\displaystyle m={\frac {\Delta y}{\Delta x}}={\frac {\Delta f(x)}{\Delta x}}={\frac {f(x+h)-f(x)}{(x+h)-x}}={\frac {f(x+h)-f(x)}{h}}}
{\displaystyle \Delta x} wordt de toename van de variabele {\displaystyle x} genoemd en is gelijk aan {\displaystyle h}. {\displaystyle \Delta y=\Delta f(x)} wordt de toename van {\displaystyle f(x)} genoemd. Dat wordt zo genoteerd. Als {\displaystyle \Delta x} tot nul nadert, benadert deze uitdrukking de afgeleide {\displaystyle f'(x)}, aangenomen dat de afgeleide bestaat. De middelwaardestelling is hier van toepassing.
De rechter uitdrukking van de deze vergelijking is een variatie op het differentiequotiënt van Newton. Een raaklijn aan een kromme in een punt {\displaystyle P} kan worden opgevat als het grensgeval van een snijlijn door {\displaystyle P} en een ander punt {\displaystyle Q} van de kromme waarbij {\displaystyle Q} naar {\displaystyle P} nadert. Men kan bijgevolg zeggen dat de limiet van de afgeleide van de snijlijn gelijk zal worden aan die van de raaklijn.
Secanten worden bij de secant-methode gebruikt om de benadering van een nulpunt te berekenen.

## Snijlijn van vlakken
Twee vlakken in drie dimensies, die niet evenwijdig liggen en die niet hetzelfde vlak zijn, snijden elkaar in een lijn. Die lijn heet de snijlijn van de twee vlakken.